# Blachownia

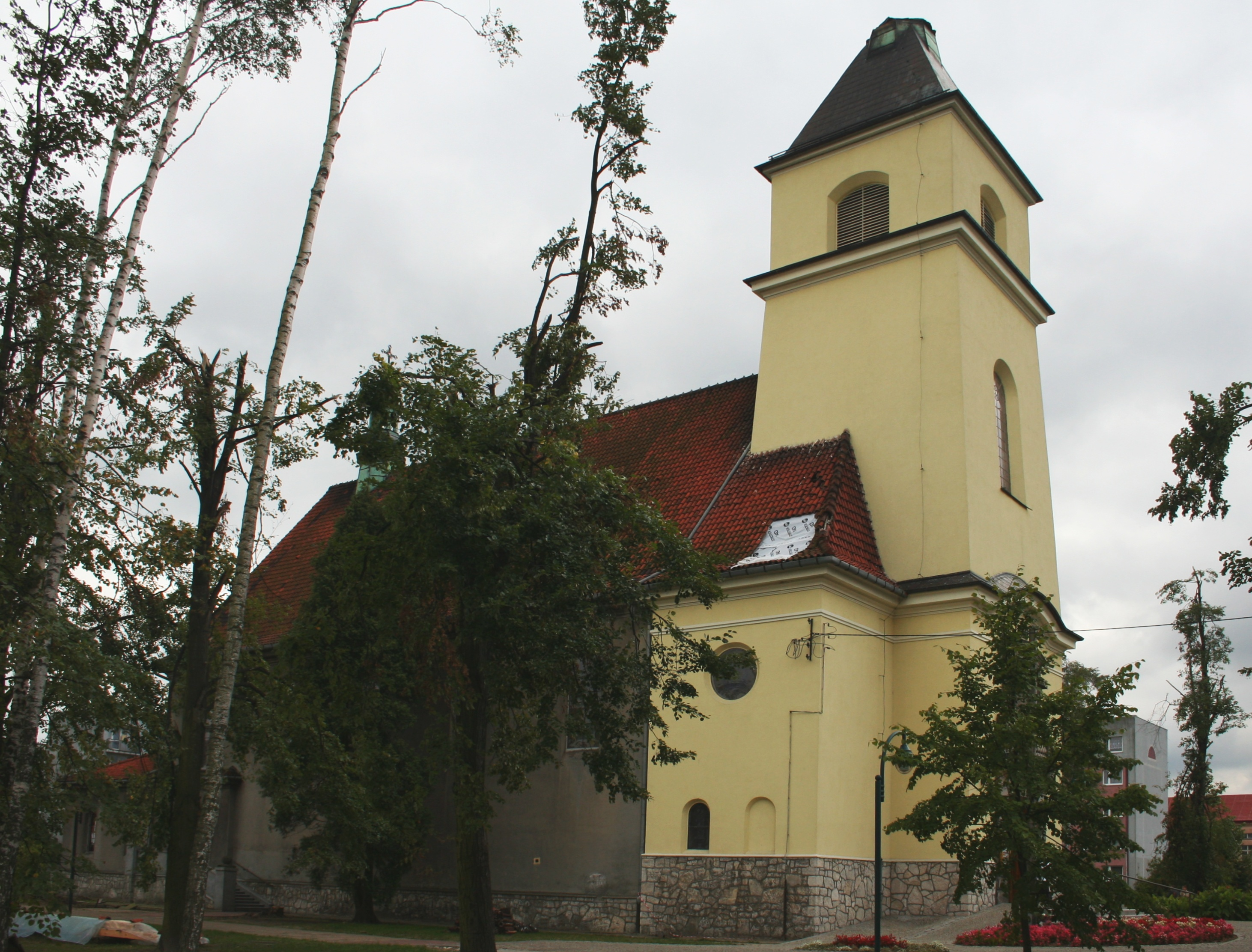
Kirche in Blachownia

Blachownia (1941–1945 Blachstädt) ist eine Stadt in Polen in der Woiwodschaft Schlesien. Sie ist Sitz der Stadt-und-Land-Gemeinde Blachownia.

## Geografie

### Geografische Lage
Die Stadt liegt etwa zwei Kilometer westlich von Częstochowa.

### Stadtgliederung
Stadtteile von Blachownia sind Stara Blachownia, Ostrowy, Trzepizury, Błaszczyki, Ottonów, Brzózka und Gać Malice.

## Geschichte
Im 17. Jahrhundert existierte in der Stadt eine Manufaktur. 1835 wurden eine Gießerei und ein Walzwerk für Bleche errichtet. 1903 wurde die Stadt an das Eisenbahnnetz angeschlossen. Die erste Feuerwehr des Ortes wurde 1920 gegründet.
Im Zweiten Weltkrieg marschierte die Wehrmacht am 3. September 1939 ein. Die Stadt wurde Sitz des Landkreises Blachstädt.
1950 wurde ein Eisenbergwerk errichtet. Neun Jahre später wurde der Ort als selbstständige Siedlung anerkannt und erst 1967 erhielt der Ort das Stadtrecht verliehen. 1975 wurde die Stadt im Rahmen einer Verwaltungsreform Teil der Woiwodschaft Częstochowa, bei einer weiteren Reform wurde sie dann 1999 Teil der Woiwodschaft Schlesien.

## Gemeinde
Die Stadt-und-Land-Gemeinde Blachownia hat eine Fläche von 67,21 km² mit etwa 13.000 Einwohnern.

## Wirtschaft und Infrastruktur

### Verkehr
Die Stadt liegt an der Landesstraße 46 von Częstochowa nach Kłodzko und der Bahnverbindung von Częstochowa nach Lubliniec.

## Söhne und Töchter der Stadt
- Maciej Gajos (* 1991), Fußballspieler
- Mateusz Bieniek (* 1994), Volleyballspieler